# 팝 아트

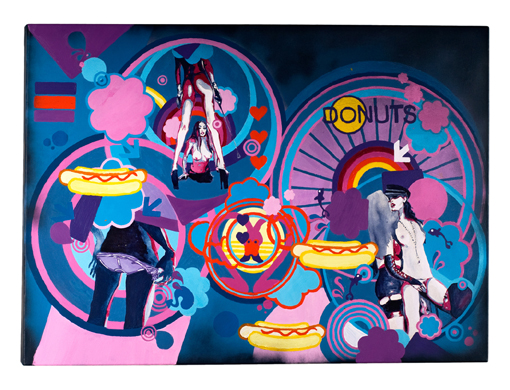
앙헬리나 프로브스트, 베를린 가장 섹시한 갤러리

팝 아트(영어: pop art)는 1960년대 초엽에 뉴욕을 중심으로 출현한 미술의 한 장르이다. 로이 리히텐슈타인, 앤디 워홀, 클래스 올덴버그 등이 그 대표적인 작가로 알려져 있다.표현주의에 반작용 또는 확장으로 등장했다는 의견도 있다.

## 배경
미국과 영국에서는 대량 생산과 대량 소비가 최고치에 이르게 되었다. 이와 더불어 사람들이 자연, 환경이 아니라 광고판, 대중매체와 친해지게 된 것에 착안해 추상주의에 식상함을 느낀 화가들이 TV나 잡지, 광고에 등장하는 이미지를 작품의 재료로 채택하였다.

## 발전
팝 아트의 발단은 매스 미디어에 주목한 1950년 초의 리처드 해밀턴 등의 영국 작가였으나, 미국의 팝 아트는 도시의 정보문화가 만드는 대중적인 이미지를 대폭적으로 받아들여 미술을 대중적인 영역으로서 독자적으로 확대해 갔다. 뉴욕의 팝 아티스트들은 반예술을 지향하면서 신문의 만화, 상업 디자인, 영화의 스틸, 텔레비전 등 매스미디어의 이미지를 적극적으로 주제로 삼았다. 더욱이 1960년 프랑스의 비평가인 피에르 레스타니에 의하여 결집된 누보 레알리즘(신레알리즘)도 제2의 자연으로 화해 버린 도회적인 현실에 대응한 파퓰러(popular) 아트를 추진하였다. 아상블라쥐(모아 합치기)와 정크 아트(廢品藝術)는 네오 다다이즘을 더한 이세 유파(流派)에 공통되는 기법이다..

## 특징
- 추상주의가 추상적이었다면 팝은 구상적이었다. 또한 ‘새로운’ 것을 추구하였을 수도 있긴 하다.
- 직접 관찰된 실제 그대로의 이미지가 아니라 인공적인 제 2의 이미지를 채택한다는 면에서, 어떻게든 가공과정을 거쳐야 한다.
- 대중문화에 대한 비판이나 도전보다는 대중문화를 그림의 소재이자 정보로서 이용하는 중립적 입장에 있다.
- 간결하고 명확하게 평면화된 색면과 원색을 사용하였다.
- 에로티시즘의 표현-도구화된 성과 상업화된 성을 표현하였다

## 팝 아티스트들

### 초기 영국의 팝아티스트
- 에두아르도 파올로치
- 리처드 해밀턴

### 영국의 팝아티스트
- 데이비드 호크니
- 앨런 존스
- 피터 블레이크

### 네오 다다이스트
- 로버트 로젠버그
- 재스퍼 존스

### 미국의 팝아티스트
- 앤디 워홀
- 콘래드 리치
- 로이 리히텐슈타인
- 클래스 올덴버그
- 짐 다인
- 제프 쿤스
- 키스 해링

## 같이 보기
- 아트 팝
- 옵아트
- 슈퍼플랫